# Issé

Localització d'Issé

Issé (en bretó Izeg) és un municipi francès, situat a la regió de país del Loira, al departament de Loira Atlàntic, que històricament va formar part de la Bretanya. L'any 2006 tenia 1.809 habitants. Limita amb Louisfert, Saint-Vincent-des-Landes, Treffieux, Abbaretz, La Meilleraye-de-Bretagne i Moisdon-la-Rivière.

## Demografia
| 1962                                       | 1968  | 1975  | 1982  | 1990  | 1999  |
| ------------------------------------------ | ----- | ----- | ----- | ----- | ----- |
| 1.892                                      | 1.898 | 1.909 | 1.896 | 1.821 | 1.776 |
| Des de 1962: població sense dobles comptes |       |       |       |       |       |

## Administració
| Període   | Identitat       | Partit        |
| --------- | --------------- | ------------- |
| 1995-2001 | Armand Bouchet  |               |
| 2001-2008 | Marcelle Durand |               |
| 2008-     | Michel Boisseau | Divers gauche |